# Itchō Itō
Itchō Itō (伊藤一長 Itō Itchō?, 23 de agosto de 1945 - 17 de abril de 2007) fue el alcalde de la ciudad japonesa de Nagasaki, desde 1995 hasta su muerte.
Fue miembro de la asamblea de la ciudad (desde 1975 hasta 1983) y posteriormente de la asamblea prefectural (desde 1983 hasta 1995) antes de ser elegido alcalde.
Como alcalde de una de las ciudades donde fueron lanzadas las bombas atómicas dos semanas antes de que naciera, hizo un discurso en la Corte Internacional de Justicia de La Haya el 7 de noviembre de 1995 y reclamó que el uso de las armas nucleares es una violación del Derecho internacional.
El 17 de abril de 2007, mientras estaba realizando la campaña para su reelección por un cuarto período, falleció al recibir dos disparos en la espalda desde las afueras de una estación de tren. La policía arrestó a Tetsuya Shirō como principal sospechoso, y se cree que tiene conexiones con el Yamaguchi-gumi, el grupo más grande y conocido de la yakuza o mafia japonesa.